# 緊張性頭痛
緊張性頭痛（きんちょうせいずつう、tension headache, tension-type headache）、あるいは緊張型頭痛は、頭痛の最も一般的なタイプである。痛みは首・後頭部・眼・体のその他の筋肉に広がっている。緊張性頭痛は頭痛のタイプの約90%を占めている。人口の約3%は慢性的緊張性頭痛を持っている。

## 特徴的な臨床所見とカテゴリー分類
出典：
国際分類であるICHD-Ⅱでは病型は稀発反復性緊張型頭痛、頻発反復性緊張型頭痛、慢性緊張型頭痛の3型に分けられている。診断基準も示されているが緊張型頭痛は片頭痛と異なり、独立した疾患単位ではない。診断基準はトリプタンが効果的な片頭痛を緊張型頭痛と診断しないように片頭痛の除外を意識したものとなっている。この基準では変容型片頭痛を緊張型頭痛と診断する可能性があり、現場の診断としては使いづらい。そこで典型的な緊張型頭痛の特徴をまとめる。また緊張型頭痛と診断できた場合はジストニアが関係している可能性があるいつも肩こりを伴っている頭痛（従来からの日本人の緊張型頭痛）、精神的要因による頭痛、元来、片頭痛が存在し、経過とともに毎日痛むようになった頭痛（変容型片頭痛）の3つのカテゴリーに分類できることが多い。

### 特徴的な臨床所見
- ほぼ毎日頭痛がある。
- 頭痛に左右差がなく、頭全体あるいは後頭部よりの痛みである。
- 痛みは、ジワー、ドーンとした鈍痛で、均一性（非拍動性）である。
- 痛みが止まったとしても、出現、消退の時期が同定できない。
- 痛みの程度はあまり変化せず、変化したとしても急激ではない。
- 夜間に痛みのために覚醒することはない。
- 就業は可能である。
- 肩こりや頸すじのこりを伴い、自発痛、圧痛に微妙な左右差があることが多い。
- 軽度の頭部の姿勢異常を伴っていることが少なくない。
- 頸を回したときに、非回転性めまいを伴うことがある。
- 概して神経質な性格である。
- 頭痛は多くの場合一定の圧力であり、万力で頭を締められるようなものである。痛みは大抵頭の両側に存在する。痛みは一般的に軽度から中度であるが、稀に厳しいことがある。
- 持続時間: 頭痛はエピソード的か慢性的である[3]。エピソード的緊張性頭痛は月に15日以下の発生であり、慢性的緊張性頭痛は15日以上の頭痛が6か月以上続く状態である。典型的な緊張性頭痛は、4-6時間持続するものの、一日数分から、数日、数か月、または年単位で続くことがある。

### 精神的要因による頭痛
特徴的な臨床所見を満たした上で以下のような特徴が認められた場合は精神的要因によるものである可能性が高い。抗不安薬、抗うつ薬、心理療法が有効である可能性が高い。その他の疾患の可能性が低いと判断してから積極的に疑うべきである。
- 外見上、普通の内科患者と異なる表情や行動が見られる。
- 病歴や生活背景で精神的問題が疑われる。
- 頭痛の所見について聴取すると、所見に矛盾点や不明確な面が見つかる。
- 頭痛に過剰にこだわるか、あるいは無頓着でそれ以外の症状をくどくどと訴える。
- 頭痛にほとんど変動はなく、その強さのみを強調する。
- 声はわりと大きいか、極端に小さい。
- 受診態度は横柄か逆に極度に神経質。
- 肩こりはないか、あっても気にしない。
- 従来の頭痛治療では、不変か悪化したことを主張する。
- 頭痛の治療よりも検査を繰り返し希望する。

### いつも肩こりを伴っている頭痛
特徴的な臨床所見を満たした上で以下のような特徴が認められた場合はジストニアが関係している可能性もある(しかし、ジストニアは一般に痛みを伴わない)。ストレッチ、筋弛緩薬、ジストニア治療すなわち、トリヘキシフェニジル (Trihexyphenidyl)、クロナゼパム、ジアゼパム、メキシレチンやボツリヌス毒素が効果を示す可能性がある。ICHD-Ⅱでは頭頸部ジストニーによる頭痛や顎関節症による頭痛または顔面痛もこのカテゴリーに診断される可能性がある。
- 頸から肩にかけて、筋肉のつっぱり感が持続している。
- 痛みやつっぱり感は左右で相違がある。
- 頸を倒したり、回したりしたとき角度やきつさが左右でいくらか異なる。
- 頭部の姿勢に異常がみられることが多い。
- 頭痛もあるがそれ以上に頸の痛みやつっぱりが気になる。
- 精神的、肉体的、社会的ストレスなどを契機に発症したり増強する。
- 夜間の睡眠中は頸の痛みやつっぱり感が根拠で覚醒されることはない。
- 頬杖など、顔に手をあてがっているときには。頚部痛やつっぱり感が軽減する。（感覚トリック）
- 肩や頸の筋肉の大きさ、太さに左右差がみられることがある。
- マッサージや保温などの対応は効果があっても一時的である。
- 歯ぎしりや食いしばりを伴うことがある。

### 変容型片頭痛
特徴的な臨床所見を満たした上で以下のような特徴が認められた場合は変容型片頭痛である可能性が高い。変容型片頭痛は緊張性頭痛の特徴もあるがあくまでも片頭痛であり、片頭痛の治療を行う。しかし典型的な片頭痛とは異なる点もある。頭痛の頻度が多いこと、片頭痛とは異なる成分の痛みが混在していること、概して年齢が高く合併症がある可能性があること、薬物使用がすでに過剰になっている可能性などがあげられる。その結果、頭痛予防薬の使用やボツリヌス毒素の使用なども考慮する。
- 若い時には片頭痛が存在した。
- 痛みはほぼ毎日続くが、時として左右差を感じることがある。
- 痛みは両側性だが、時として左右差を感じることがある。
- 痛みは非拍動性であるが、時として拍動感を覚えることがある。
- 痛みが強まったとき、悪心や食思不振を感じることがある。
- 痛みがあるとき、大きな音、明るい光、強い匂い、振動などに嫌悪感を覚える。
- 痛みがあるとき、頭蓋外の動脈を圧迫すると圧迫中は痛みが軽減する。
- 周囲が涼しい時、頭部を冷やした時などにいくらか痛みが楽に感じる。

### 複数要因の合併
上記のカテゴリーはオーバーラップすることも多く、これらをまとめて緊張性頭痛と診断する。どのパターンが優位かということを参考に治療方針を決定する。

## 原因
緊張性頭痛を引き起こす原因は、様々な要素がある。
- ストレス: 通常は長期間のストレス。フル勤務後の午後時間帯や、試験後など。睡眠不足。目の疲れ。
- 不自由なストレスフル姿勢や、悪い姿勢
- 不規則な食事の時間 (空腹)、脱水、カフェインの離脱症状(稀)。

解説：
緊張性頭痛は単独でみられる場合と(心因性)身体症状症の一部としてみられる場合があり、いずれも片頭痛(確定例)と比べ軽度といえる。
一例として、不安症(anxiety)に伴う身体症状症(somatic symptom disorder, SSD)の1型である不眠・耳鳴は、緊張性頭痛を合併することが良く知られている。
緊張性頭痛では、ストレス高値、末梢血cortisol高値、機能的脳画像での帯状回等の灰白質容積変化 など、情動神経回路の変化が報告されている。
緊張性頭痛は頭と首の筋肉緊張によって引き起こされることがある。1つの説では、緊張性頭痛と偏頭痛の主な原因は、慢性的に側頭筋で歯の噛みしめていることがある。別の説では、脳幹に位置する痛みのフィルタの誤動作によって引き起こされる可能性がある。これは脳が情報を間違って解釈しているもので、側頭筋や他の筋肉などの信号を痛みとして解釈しているものである。神経伝達物質の１つであるセロトニンがおそらく関与している。最近の窒素酸化物メカニズムの研究では、窒素酸化物がCTTHの病態生理に重要な役割を果たしていることは示唆していなかった。痛覚経路は、一酸化窒素シンターゼと窒素酸化物生成の活性化に関連しているかもしれない。

## 鑑別するべき頭痛
一次性頭痛を鑑別する以外に、二次性頭痛で緊張性頭痛と診断されやすい頭痛に関して概説する。低髄液圧頭痛、副鼻腔炎による頭痛、頸原性頭痛、むちうち損傷による慢性頭痛などがあげられる。「高血圧による頭痛」も鑑別が必要であるが、高血圧と頭痛の関連に関しては明らかになっていないため、それは心因性の緊張性頭痛である可能性が高い。

### 低髄液圧頭痛
低髄液圧頭痛の場合は以下のような特徴がある。
- 頭痛は両側性である。
- 非拍動性であるが軽い拍動感を伴うことがある。
- 臥位になると頭痛が軽減あるいは消失する。
- 頸静脈圧迫時にも頭痛が軽減あるいは消失する。
- 腹圧上昇にて頭痛が軽減あるいは消失する。
- 脱水傾向で頭痛が強まる。
- 低血圧傾向である。

### 副鼻腔炎による頭痛
副鼻腔炎による頭痛の場合は以下のような特徴がある。
- 膿性鼻汁の分泌、鼻づまり、嗅覚鈍麻がある。
- 痛みは最も炎症が強いと推定される副鼻腔付近に強い。
- 副鼻腔炎と頭痛の経過が大体並行する。

### 頸原性頭痛 cervicogenic headache
C2頚髄神経は、吻合しながら上行し大後頭神経となり、後頭部C2髄節を支配する。C2頚髄神経が単独で障害されることは稀で、腫瘍・外傷によりC2髄節の感覚低下/脱失をきたす場合がある。一方、三叉神経痛と同様の神経圧迫により、感覚低下/脱失を伴わない神経痛を来すか否かについては議論があり、結論が出ていない。いわゆる大後頭神経痛・頸原性頭痛(後頭部に強い,神経痛と異なり持続性,第二頸椎棘突起を強く押さえるといくらか軽快)は、上述の緊張性頭痛の一部とも考えられている。

### むちうち損傷による慢性頭痛
むちうち損傷後の急性頭痛の原因は頚椎捻挫や筋線維断裂、筋膜下出血が主な原因である。これらは3ヶ月以内に軽快することがほとんどであり、心因性の強い緊張性頭痛そのものである可能性がある。

## 治療

### 薬
緊張性頭痛は、精神科での心理行動療法、etizolamなどの安定剤、抗うつ薬が有効なことが多い。三環系抗うつ薬はSSRIよりも効果があることが判明している、ミルタザピンプロプラノロールと筋弛緩薬は、緊張性頭痛の予防についてのエビデンスは乏しい。
突発性の緊張性頭痛には市販薬の鎮痛薬、パラセタモール（アセトアミノフェン）、アスピリン、イブプロフェンなどがよく処方されている。鎮静剤と鎮痛薬の組み合わせも広く用いられている。トピラマート、 バルプロ酸ナトリウム (予防用途)も用いられる。
英国国立医療技術評価機構（NICE）は急性の緊張性頭痛に対し、アスピリン・アセトアミノフェン・NSAIDを患者の体質・リスク・副作用をふまえて考慮すべきとしている。さらにNICEは、薬物乱用頭痛のリスクを説明することを勧告している。さらにオピオイドを投与してはならないとしている。ベンゾジアゼピンもまた不適用であると英国医薬品再評価委員会はしている。
バイオフィードバック技法にも役立つことがある。
結果はさまざまであるが、ボツリヌス毒素も緊張性頭痛を持つ人に試されている。

### 鍼
鍼治療は、頻繁もしくは慢性的な緊張性頭痛に有効だと言われている。NICEは慢性の緊張性頭痛の予防として、5～8週あたり10回までの鍼治療の検討を提案している。

### 手技療法
緊張性頭痛を持つ人は、よく脊椎牽引、Soft tissue therapy、筋膜トリガーポイント治療などの手技治療を受けている。
2006年のシステマティック・レビューでは、緊張性頭痛について手技療法を支持する厳密なエビデンスは存在しなかった。
2006年のシステマティック・レビューでは、カイロプラクティックについてのエビデンスは弱く、おそらく偏頭痛より緊張性頭痛に効果があるというものだった。
2004年のコクランレビューでは、頚椎牽引は偏頭痛と緊張性頭痛に効果があり、頚椎牽引と首の運動は外傷後頭痛に有効であるというものだった。
その他、2000年から2005年5月の間に掲載された2つの系統的レビューでは、脊椎牽引を支持する決定的なエビデンスは見つからなかった。